# Maximilian Götz
Maximilian Götz (Ochsenfurt, 4 de fevereiro de 1986) é um automobilista alemão. Ele foi campeão da Fórmula BMW em 2003, foi campeão de pilotos na ADAC GT Masters em 2012, venceu a Blancpain Sprint Series em 2014 e também foi campeão da Deutsche Tourenwagen Masters em 2021.

## Carreira
Götz iniciou sua carreira no automobilismo no kart em 1996, onde venceu alguns campeonatos locais e permaneceu ativo até 2001.

### Fórmula BMW alemã
Em 2002, Götz mudou para os monopostos, competindo na Fórmula BMW pela Mücke Motorsport, onde venceu três corridas, obteve 183 pontos e superou seu companheiro de equipe Thomas Holzer, que alcançou a sexta colocação geral com 130 pontos, mas Götz terminou em segundo, com uma diferença de 81 pontos para o campeão Nico Rosberg. Em 2003, Götz seguiu com a Mücke para sua segunda temporada na Fórmula BMW, na qual venceu seis corridas, fez 259 pontos e conquistou o título em cima do futuro tetracampeão da F1 Sebastian Vettel.

### Fórmula 3 Euro Series
Em 2004, Götz foi contratado pela TME para disputar a Fórmula 3 Euro Series, mudando para a Team Kolles na última prova. Foi na Kolles que Götz marcou seus primeiros pontos neste campeonato, terminando a temporada em 19º lugar geral. Em 2005, Götz seguiu na F3 Euro Series, inicialmente pela HBR Motorsport, mas ele perdeu a vaga na equipe após quatro etapas. Ele retornou à categoria para disputar a última prova, substituindo Adrian Sutil na ASM Motorsport, que deixou o campeonato para se juntar ao time alemão da A1 GP. Götz alcançou o terceiro lugar em sua primeira prova, e ficou em décimo quarto na classificação.
Em 2007, Götz participou de quatro provas como piloto convidado na Fórmula 3 Euro Series pela RC Motorsport, e voltou a atuar como piloto regular na categoria por essa mesma equipe. No entanto, ele deixou a RC Motorsport e a categoria após a quarta rodada. Ele terminou em 22º no campeonato de pilotos.

### International Fórmula Master
Após uma pausa de um ano, Götz mudou-se para a ISR Racing na temporada de 2007 da International Fórmula Master, mas ele perdeu a vaga após três etapas. Até então, ele havia conquistado a pole position em todas as sessões de qualificação e conquistado dois segundos lugares nas corridas. No final da temporada, ele estava em décimo lugar.

### GT
Em 2009, Götz mudou para as corridas GT. Inicialmente participou de três corridas do Lamborghini Blancpain Super Trofeo e alcançou o sétimo lugar na classificação Pro. Em 2010, Götz mudou para a ADAC GT Masters e competiu em um evento pela s-Berg Racing . Em 2011, Götz competiu na temporada completa do ADAC GT Masters por várias equipes. Com o terceiro lugar como melhor resultado, terminou a temporada na 20ª colocação geral. Em 2012, Götz competiu no ADAC GT Masters junto com Sebastian Asch pela kfzteile24 MS Racing Team em um Mercedes-Benz SLS AMG GT3 . Götz e Asch venceram apenas uma corrida, mas venceram o campeonato com um total de oito pódios em 16 corridas.
Em 2013, Götz mudou-se para a HTP Motorsport, que começou naquele ano com o nome de Polarweiss Racing, e formou dupla com Maximilian Buhk. Os dois venceram uma corrida e ficaram em terceiro lugar no campeonato de pilotos. Nesse mesmo ano, Götz e a HTP, juntamente com Buhk e Bernd Schneider, fizeram duas corridas na Blancpain Endurance Series. vencendo todas. Junto com Schneider, Götz conquistou o segundo lugar na GT3 Pro Cup, que Buhk, que havia participado de uma corrida a mais do que eles, venceu.
Em 2014, Götz voltou a atuar em várias categorias com a HTP Motorsport. Na temporada daquele ano da ADAC GT Masters, ele pilotou com diferentes companheiros de equipe e terminou em quinto lugar na classificação de pilotos. Ele participou de uma corrida na Blancpain Endurance Series. Mas seu melhor resultado foi na Blancpain Sprint Series de 2014, na qual Götz venceu três corridas junto com Buhk e ficou em segundo lugar quatro vezes. Em uma corrida, Buhk foi substituído por Nico Verdonck, na qual este e Götz alcançaram o terceiro lugar. Assim, Götz marcou 142 pontos e ganhou o campeonato de pilotos, com 16 pontos de vantagem sobre Buhk.
Em 2024, Götz voltou à esta modalidade, participando da British GT Championship com a 2 Seas Motorsport, pilotando o carro Mercedes-AMG GT3 Evo número 18 ao lado do honconguês Kevin Tse.

### DTM
Götz participou de testes em carros da DTM em 2013, na pista de Lausitzring, e em 2014, seus testes foram no circuito de Jerez de la Frontera.

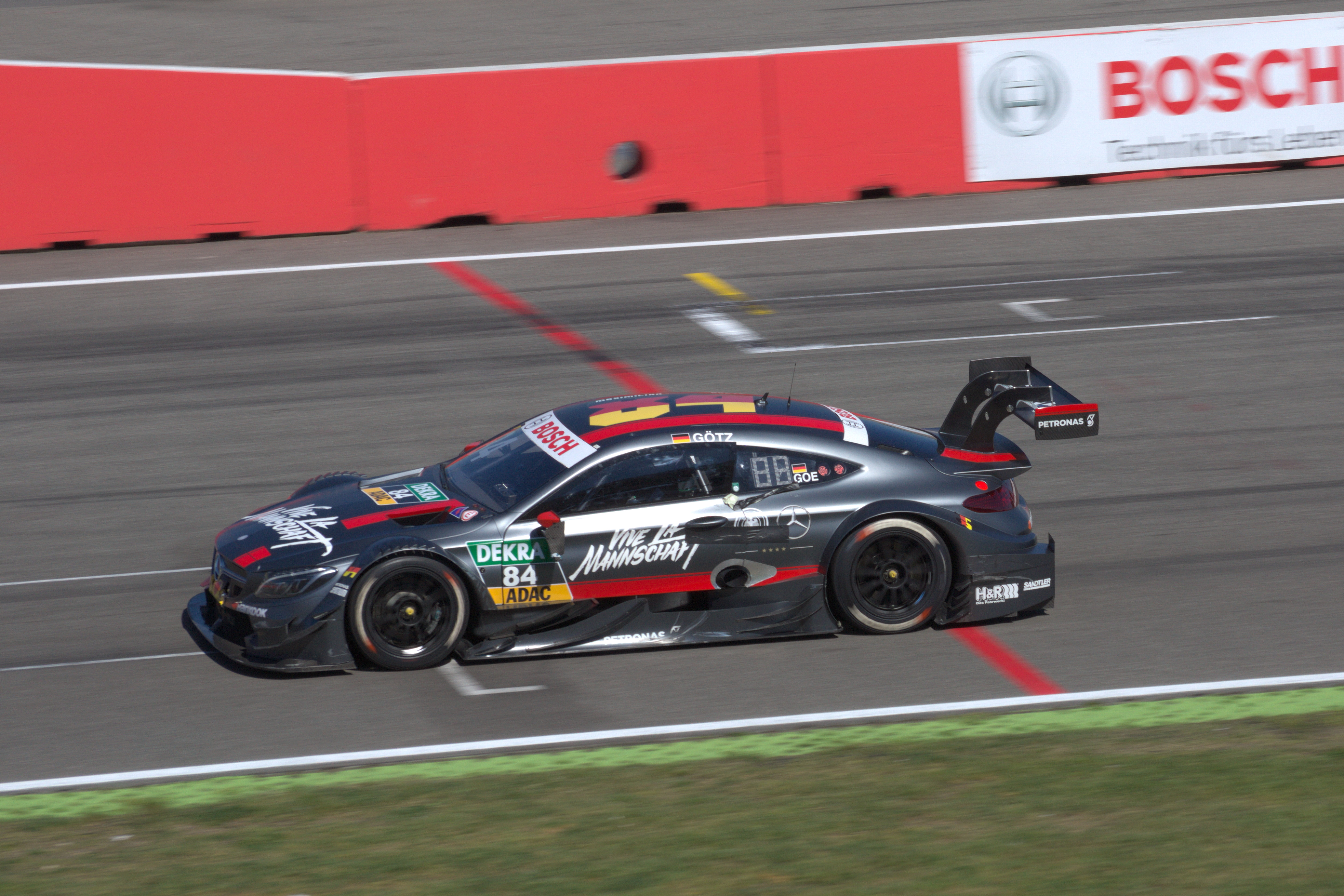
Götz competindo na DTM em 2016

Em 2015, Götz fez sua estreia no DTM, se juntando à Mercedes e competindo no carro da Mücke Motorsport. O alemão escolheu o 84 como seu número inicial. Tendo o quinto lugar como melhor posição, terminou a temporada em vigésimo segundo. Para a temporada 2016 do DTM, Götz seguiu na Mercedes, mas passou a usar o carro da HWA. O quarto lugar foi o seu melhor resultado e ele terminou em vigésimo no campeonato de pilotos.
Em 2021, Götz retornou à categoria, sendo anunciado como um dos pilotos da Mercedes, que faria sua estreia como equipe. Ele disputou o título com Kelvin van der Linde, da Audi ABT, e Liam Lawson, que estreava na categoria junto com a Red Bull AF Corse. Götz chegou à rodada final com poucas chances de vencer, mas após van der Linde provocar uma colisão com o polesitter Lawson após a largada da corrida 2, o neozelandês se viu obrigado a fazer várias paradas para corrigir os problemas de seu carro e perdeu terreno na disputa. Van der Linde, então, voltou suas atenções para Götz, tentando provocar outra colisão para se livrar de mais um rival pelo título, mas desta vez, foi o sul-africano que sofreu danos em seu pneu, que furou e o fez rodar na pista.
Mas para ser campeão, Götz precisava de uma vitória, e ele estava na terceira posição, atrás de Bukh, a quem ele ultrapassou, e de Lucas Auer, também piloto Mercedes, mas a equipe germânica ordenou Auer a ceder sua posição para Götz, que conseguiu terminar a prova com a vitória e se sagrou campeão, ainda que de forma controversa, terminando três pontos à frente de Liam Lawson no campeonato de pilotos. O neozelandês se disse decepcionado com a forma que o título foi decidido, e van der Linde foi bastante criticado por adversários, como o próprio Lawson e Helmut Marko, conselheiro da Red Bull, por conta de sua conduta na pista. Posteriormente, o sul-africano se desculpou.
Götz continuou com a Mercedes na temporada de 2022, mas seu desempenho sofreu uma queda, com o piloto conquistando apenas um pódio na etapa de Spa-Francorchamps e ficando em décimo primeiro no campeonato. Götz foi dispensado em 2023 por conta da redução do orçamento da equipe. O alemão expressou seu desejo de retornar à DTM no futuro.

### Campeonato IMSA SportsCar
Em 5 de janeiro de 2022, Götz foi anunciado pela Alegra Motorsports como um dos pilotos que competiriam na Mercedes ao lado de Linus Lundqvist, Daniel Morad e Michael de Quesada no Mercedes #28 nas 24 Horas de Daytona de 2022.

### Campeonato Mundial de Endurance da FIA
Em 2023, Goetz se juntou a Scuderia Cameron Glickenhaus, aparecendo como convidado da equipe no prólogo da pré-temporada do WEC.

## Vida Pessoal
Götz gosta de comida saudável, de videogames como Super Mario Kart, e tem como ídolos o heptacampeão da Fórmula 1 Michael Schumacher, o ex-F1 e campeão de DTM Bernd Schneider e os irmãos Klitschko.

## Recorde de corrida

### Resumo da carreira
| Ano  | Categoria                               | Equipe                                              | Corridas | Vitórias | Poles | VMR | Pódios | Pontos | Posição |
| ---- | --------------------------------------- | --------------------------------------------------- | -------- | -------- | ----- | --- | ------ | ------ | ------- |
| 2002 | Fórmula BMW                             | Mücke Motorsport                                    | 20       | 3        | 2     | 3   | 11     | 183    | 2nd     |
| 2003 | Fórmula BMW                             | Mücke Motorsport                                    | 20       | 6        | 4     | 6   | 13     | 259    | 1st     |
| 2004 | Fórmula 3 Euro Series                   | Maximilian Götz                                     | 18       | 0        | 0     | 0   | 0      | 3      | 19th    |
| 2004 | Fórmula 3 Euro Series                   | Team Kolles                                         | 2        | 0        | 0     | 0   | 0      | 3      | 19th    |
| 2004 | Masters of Formula 3                    | TME Racing                                          | 1        | 0        | 0     | 0   | 0      | N/A    | 32nd    |
| 2005 | Fórmula 3 Euro Series                   | HBR Motorsport                                      | 8        | 0        | 0     | 0   | 0      | 13     | 14th    |
| 2005 | Fórmula 3 Euro Series                   | ASM Formule 3                                       | 2        | 0        | 0     | 0   | 1      | 13     | 14th    |
| 2007 | Fórmula 3 Euro Series                   | RC Motorsport                                       | 8        | 0        | 0     | 0   | 0      | 0      | NC†     |
| 2007 | International Formula Master            | ISR Racing                                          | 6        | 0        | 3     | 3   | 2      | 24     | 10th    |
| 2008 | Fórmula 3 Euro Series                   | RC Motorsport powered by Volkswagen                 | 8        | 0        | 0     | 0   | 0      | 3      | 22nd    |
| 2009 | Lamborghini Blancpain Super Trofeo      | Lamborghini München Team Holzer                     | 3        | 0        | 0     | 0   | 1      | 41     | 7th     |
| 2010 | ADAC GT Masters                         | s-Berg Racing                                       | 2        | 0        | 0     | 0   | 0      | 0      | NC      |
| 2011 | ADAC GT Masters                         | Oliver Mayer                                        | 2        | 0        | 0     | 0   | 0      | 38     | 20th    |
| 2011 | ADAC GT Masters                         | Maximilian Mayer                                    | 2        | 0        | 0     | 0   | 0      | 38     | 20th    |
| 2011 | ADAC GT Masters                         | MS-Racing                                           | 12       | 0        | 0     | 0   | 1      | 38     | 20th    |
| 2012 | ADAC GT Masters                         | kfzteile24 MS Racing Team                           | 16       | 1        | 2     | 1   | 8      | 167    | 1st     |
| 2013 | ADAC GT Masters                         | Polarweiss Racing                                   | 16       | 1        | 1     | 1   | 6      | 165    | 3rd     |
| 2013 | Blancpain Endurance Series              | HTP Motorsport                                      | 2        | 2        | 2     | 0   | 2      | 71     | 2nd     |
| 2014 | ADAC GT Masters                         | HTP Motorsport                                      | 16       | 2        | 0     | 1   | 6      | 136    | 5th     |
| 2014 | Blancpain GT Sprint Series              | HTP Motorsport                                      | 14       | 3        | 0     | 0   | 8      | 142    | 1st     |
| 2014 | Blancpain Endurance Series              | HTP Motorsport                                      | 1        | 0        | 0     | 0   | 0      | 18     | 16th    |
| 2014 | 24 Horas de Nürburgring - SP9           | HTP Motorsport                                      | 1        | 0        | 0     | 0   | 0      | N/A    | 7th     |
| 2015 | Deutsche Tourenwagen Masters            | Petronas Mercedes-AMG                               | 18       | 0        | 0     | 0   | 0      | 25     | 22nd    |
| 2015 | 24 Horas de Nürburgring - SP9           | Haribo Racing Team                                  | 1        | 0        | 0     | 0   | 0      | N/A    | DNF     |
| 2016 | Deutsche Tourenwagen Masters            | Mercedes-Benz DTM Team HWA                          | 18       | 0        | 0     | 0   | 0      | 17     | 20th    |
| 2016 | Blancpain GT Series Endurance Cup       | AMG - Team HTP Motorsport                           | 1        | 0        | 0     | 0   | 0      | 12     | 29th    |
| 2016 | Intercontinental GT Challenge           | AMG - Team HTP Motorsport                           | 1        | 0        | 0     | 0   | 0      | 12     | 12th    |
| 2016 | 24 Horas de Nürburgring - SP9           | Haribo Racing Team - AMG                            | 1        | 0        | 0     | 0   | 1      | N/A    | 3rd     |
| 2017 | ADAC GT Masters                         | Mercedes-AMG Team HTP Motorsport                    | 14       | 0        | 0     | 0   | 1      | 60     | 16th    |
| 2017 | Blancpain GT Series Asia                | GruppeM Racing Team                                 | 2        | 1        | 0     | 0   | 1      | 31     | 17th    |
| 2017 | Blancpain GT Series Endurance Cup       | Black Falcon                                        | 1        | 0        | 0     | 0   | 0      | 0      | NC      |
| 2017 | Intercontinental GT Challenge           | Black Falcon                                        | 1        | 0        | 0     | 0   | 0      | 0      | NC      |
| 2017 | 24H Series - SP2                        | Mercedes-AMG Testteam Winward Racing/HTP Motorsport | 1        | 0        | 0     | 1   | 0      | 0      | NC      |
| 2017 | 24 Horas de Nürburgring - SP9           | Haribo Racing Team - Mercedes-AMG                   | 1        | 0        | 0     | 0   | 0      | N/A    | 9th     |
| 2018 | ADAC GT Masters                         | Mann-Filter Team HTP                                | 14       | 1        | 2     | 1   | 4      | 117    | 4th     |
| 2018 | Blancpain GT Series Endurance Cup       | Mercedes-AMG Team Strakka Racing                    | 5        | 0        | 0     | 0   | 1      | 24     | 19th    |
| 2018 | Intercontinental GT Challenge           | Mercedes-AMG Team Strakka Racing                    | 4        | 0        | 0     | 0   | 1      | 34     | 8th     |
| 2018 | 24 Horas de Nürburgring - SP9           | Mercedes-AMG Team Mann Filter                       | 1        | 0        | 0     | 0   | 0      | N/A    | 16th    |
| 2019 | ADAC GT Masters                         | Mann-Filter Team HTP                                | 14       | 1        | 1     | 0   | 3      | 145    | 3rd     |
| 2019 | Blancpain GT World Challenge Asia       | Craft-Bamboo Racing                                 | 2        | 0        | 0     | 0   | 0      | 0      | NC      |
| 2019 | Blancpain GT Series Endurance Cup       | Mercedes-AMG Team GruppeM Racing                    | 1        | 0        | 0     | 0   | 0      | 10     | 22nd    |
| 2019 | Intercontinental GT Challenge           | Mercedes-AMG Team GruppeM Racing                    | 3        | 0        | 1     | 1   | 2      | 62     | 2nd     |
| 2019 | Intercontinental GT Challenge           | Mercedes-AMG Team Craft-Bamboo Racing               | 1        | 0        | 0     | 0   | 0      | 62     | 2nd     |
| 2019 | Intercontinental GT Challenge           | Mercedes-AMG Team SPS Automotive Performance        | 1        | 0        | 0     | 0   | 0      | 62     | 2nd     |
| 2019 | 24 Horas de Nürburgring - SP9           | Mercedes-AMG Team Mann Filter                       | 1        | 0        | 0     | 0   | 0      | N/A    | DNF     |
| 2020 | ADAC GT Masters                         | Mann-Filter - Team HTP-Winward                      | 14       | 0        | 0     | 0   | 1      | 87     | 9th     |
| 2020 | Intercontinental GT Challenge           | Triple Eight Race Engineering                       | 1        | 0        | 0     | 0   | 1      | 18     | 13th    |
| 2020 | 24H GT Series - GT3                     | HTP Winward Motorsport                              | 1        | 0        | 0     | 0   | 0      | 14     | 11th    |
| 2020 | 24 Horas de Nürburgring - SP9           | Mercedes-AMG Team GetSpeed                          | 1        | 0        | 0     | 0   | 0      | N/A    | DNF     |
| 2021 | Deutsche Tourenwagen Masters            | Mercedes-AMG Team HRT                               | 16       | 3        | 0     | 0   | 9      | 230    | 1st     |
| 2021 | GT World Challenge Europe Endurance Cup | HubAuto Racing                                      | 1        | 0        | 0     | 0   | 0      | 0      | NC      |
| 2021 | Intercontinental GT Challenge           | HubAuto Racing                                      | 1        | 0        | 0     | 0   | 0      | 0      | NC      |
| 2021 | 24 Horas de Nürburgring - SP9           | Mercedes-AMG Team GetSpeed                          | 1        | 0        | 0     | 0   | 1      | N/A    | 3rd     |
| 2022 | Deutsche Tourenwagen Masters            | Mercedes-AMG Team Winward Racing                    | 16       | 0        | 0     | 1   | 1      | 74     | 11th    |
| 2022 | GT World Challenge Europe Sprint Cup    | AKKodis ASP Team                                    | 2        | 0        | 0     | 0   | 1      | 12.5   | 12th    |
| 2022 | IMSA SportsCar Championship - GTD       | Alegra Motorsports                                  | 2        | 0        | 0     | 0   | 0      | 379    | 46th    |
| 2022 | IMSA SportsCar Championship - GTD Pro   | WeatherTech Racing                                  | 1        | 0        | 0     | 0   | 0      | 275    | 29th    |
| 2022 | ADAC GT Masters                         | Madpanda Motorsport                                 | 4        | 0        | 0     | 0   | 0      | 16     | 30th    |
| 2022 | GT World Challenge Europe Endurance Cup | BWT AMG Team GetSpeed                               | 1        | 0        | 0     | 0   | 1      | 22     | 18th    |
| 2022 | Intercontinental GT Challenge           | Mercedes-AMG Team GetSpeed                          | 1        | 0        | 0     | 0   | 1      | 18     | 13th    |
| 2022 | Intercontinental GT Challenge           | Mercedes-AMG GruppeM Racing                         | 1        | 0        | 1     | 0   | 0      | 18     | 13th    |
| 2022 | 24 Horas de Nürburgring - SP9           | Mercedes-AMG Team GetSpeed BWT                      | 1        | 0        | 0     | 0   | 1      | N/A    | 2nd     |
| 2023 | ADAC GT Masters                         | Haupt Racing Team                                   | 6        | 0        | 0     | 1   | 2      | 75     | 9th     |
| 2023 | GT World Challenge Europe Endurance Cup | AKKodis ASP Team                                    | 5        | 0        | 0     | 0   | 0      | 6      | 22nd    |
| 2023 | GT World Challenge Asia - GT3           | Craft-Bamboo Racing                                 | 12       | 0        | 0     | 0   | 1      | 29     | 21st    |
| 2023 | IMSA SportsCar Championship - GTD       | Team Korthoff Motorsports                           | 1        | 0        | 0     | 0   | 0      | 192    | 59th    |
| 2023 | Intercontinental GT Challenge           | Mercedes-AMG Craft-Bamboo Racing                    | 1        | 0        | 0     | 0   | 1      | 33     | 14th    |
| 2023 | Intercontinental GT Challenge           | Mercedes-AMG Team 2 Seas                            | 1        | 0        | 0     | 0   | 1      | 33     | 14th    |
| 2023 | 24 Horas de Nürburgring - SP9           | Mercedes-AMG Team GetSpeed                          | 1        | 0        | 0     | 0   | 0      | N/A    | 4th     |
| 2024 | GT World Challenge Europe Endurance Cup | Boutsen VDS                                         |          |          |       |     |        |        |         |
| 2024 | GT World Challenge Europe Sprint Cup    | Boutsen VDS                                         | 5        | 0        | 0     | 0   | 1      | 19     | 7th*    |
| 2024 | IMSA SportsCar Championship - GTD       | Korthoff/Preston Motorsports                        | 1        | 0        | 0     | 0   | 0      | 273    | 5th*    |
| 2024 | British GT - GT3                        | 2 Seas Motorsport                                   | 8        | 2        | 2     | 1   | 2      | 75     | 6th*    |
| 2024 | GT World Challenge Asia                 | Craft-Bamboo Racing                                 | 4        | 0        | 0     | ?   | 0      | 0      | NC      |
| 2024 | Intercontinental GT Challenge           | Mercedes-AMG Team Craft-Bamboo Racing               |          |          |       |     |        |        |         |
| 2024 | Intercontinental GT Challenge           | Mercedes-AMG Team Bilstein by HRT                   |          |          |       |     |        |        |         |
| 2024 | Nürburgring Langstrecken-Serie - SP9    | Mercedes-AMG Team Bilstein by HRT                   |          |          |       |     |        |        |         |
| 2024 | 24 Horas de Nürburgring - SP9           | Mercedes-AMG Team Bilstein by HRT                   | 1        | 0        | 0     | 0   | 0      | N/A    | 4th     |

## Links externos
- Sítio oficial
- Estatísticas de carreira de Maximilian Götz na DriverDB.com
- Stats results on Racing Years
- Maximilian Goetz no Instagram